# Guillaume Duprat (Autor)

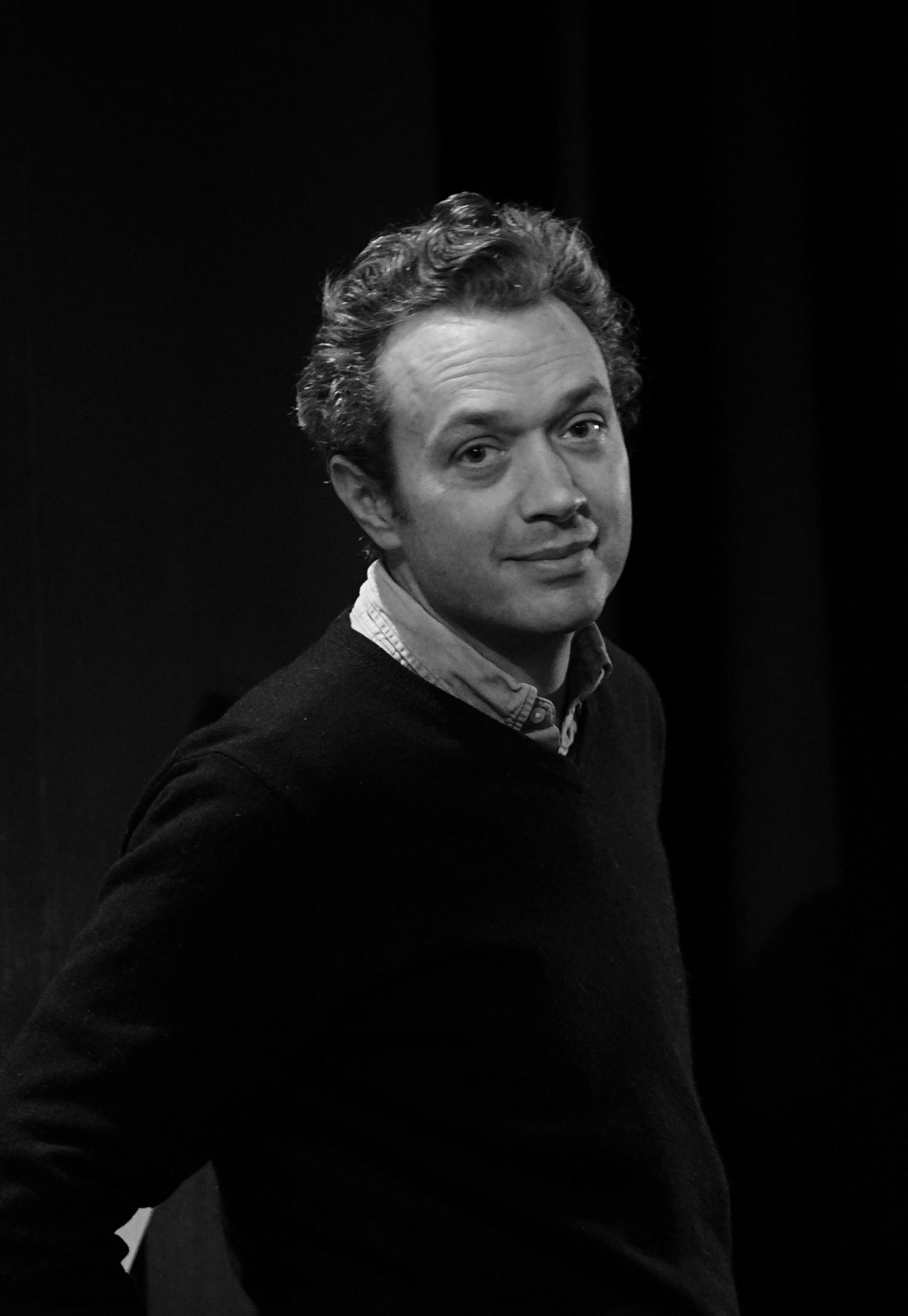
Guillaume Duprat (2018)

Guillaume Duprat (* 1973 in Paris) ist ein französischer Autor und Illustrator von Kinderbüchern.

## Leben
Guillaume Duprat schloss die École Estienne in Paris mit einem Diplom ab. Seinen Militärdienst leistete er Mitte der 1990er-Jahre in einem Kulturzentrum in Guinea-Bissau, dies stellte einen Wendepunkt in seinem Leben dar. Er interessierte sich für die afrikanische Kultur, sammelte Notizen und zeichnete. Diese ethnographischen Studien führte er bei Reisen nach Indien, Mali, Japan und Südostasien fort.
Er veröffentlichte Bilder in den Zeitschriften Geo, Ciel et Espace, Toc, Focus, Les Cahiers Science et Vie und Macrocosme. Sich selbst bezeichnet er als « chercheur indépendant en cosmologie » (deutsch: „unabhängigen Forscher der Kosmologie“) oder „Kosmograph“.

« Ce qui m’intéresse, c’est de me mettre la tête à l’envers pour déconstruire ce qu’on connaît. »

„Was mich interessiert: Mir den Kopf darüber zu zerbrechen, wie man unser Wissen dekonstruiert.“

« Je me sens bien en collectionneur de mondes. C’est comme un voyage immobile. Je me situe dans cet espace imaginaire, entre la science et le grand public. J’aime connecter les deux. La science est porteuse d’un imaginaire très fort. »

„Ich fühle mich wohl als Sammler von Welten. Das ist wie eine bewegungslose Reise. Ich versetze mich in diesen imaginären Raum zwischen Wissenschaft und Öffentlichkeit. Ich liebe es, diese beiden zu verbinden. Die Wissenschaft ist Trägerin einer sehr starken Vorstellungswelt.“

## Werke
- mit Leila Haddad: Mondes, mythes et images de l’univers. Seuil, 2006
  - deutsch: Seit wann ist die Erde rund? Wie sich die Völker unseren Planeten vorstellen. Knesebeck, München 2009, übersetzt von Stephanie Singh, ISBN 978-3-86873-135-4.[2]
- Le Livre des Terres imaginées. Seuil, 2008
- mit Leila Haddad: Cosmos, une histoire du ciel. Seuil, 2009
- Zooptique – Imagine ce que les animaux voient. Seuil, 2013
  - deutsch: Was sieht eigentlich der Regenwurm? Knesebeck, München 2014

## Auszeichnungen
- 2009: Luchs des Monats 271 für Seit wann ist die Erde rund? Wie sich die Völker unseren Planeten vorstellen.
- 2009: Bologna Ragazzi Award für Le Livre des Terres imaginées. (Text und Illustration)